# Långtjärnen (Älvdalens socken, Dalarna, 678250-140208)
Långtjärnen är en sjö i Älvdalens kommun i Dalarna och ingår i Dalälvens huvudavrinningsområde.